# Марена італійська
Марена італійська (Barbus plebejus) — вид коропоподібних риб родини коропових (Cyprinidae).

## Опис
Риба завдовжки до 70 см, вагою до 6 кг. Зазвичай вид набагато менший. Риба має довге і струнке тіло, з ротом, оснащеним характерними чотирма вусами. Вона має зеленувату спинку з чорними крапками, боки з численними дрібними крапками, білуватий живіт, парні плавці з сірим відтінком і колючий спинний промінь.

## Поширення
Вид поширений на півночі Італії в басейні річки По (включаючи південну частину Швейцарії), басейни всіх річок на півночі Італії, басейни річок Соча (Словенія, Італія), Драгоня (Словенія, Хорватія) та в хорватських річках аж до річки Крка. Також трапляється в озерах. Вид був інтродукований у багатьох річках центральної Італії для риболовлі.

## Спосіб життя
Мешкає в проточних водах, рідше у прозорих озерах. Харчується дрібними безхребетними, дрібною рибою та (рідше) рослинами. Сезон розмноження триває у квітні-липні. Нереститься на гравійному дні.

## Охорона
На більшій частині ареалу стан природних популяцій виду залишається більш-менш стабільним. Але в окремих регіонах спостерігається тенденція до зниження чисельності популяції виду. Тому марена італійська занесена до Директиви Європейського Союзу 92/43/ЄС «Про збереження природних оселищ та видів природної фауни і флори» (Додаток II. Види рослин і тварин, що становлять особливий інтерес для Європейського Союзу, збереження яких потребує створення територій особливої охорони).